# Traffic in Babies
Traffic in Babies est un film muet américain réalisé par Frank Lloyd et sorti en 1914.

## Synopsis
L'histoire d'un couple de la classe moyen américaine qui tente d'élever leur bébé malgré les difficultés qu'ils rencontrent.

## Fiche technique
- Titre : Traffic in Babies
- Réalisation : Frank Lloyd
- Scénario : Ruth Ann Baldwin
- Production : Rex Motion Picture Company
- Distribution : Universal Film Manufacturing Company
- Genre : Film dramatique
- Date de sortie :
  - États-Unis : 22 novembre 1914

## Distribution
- Herbert Rawlinson : Jack Hardy
- Beatrice Van : Ann Farris
- Frank Lloyd : le valet
- Helen Wright : Katie O'Brien